# Atletica leggera ai Giochi della XXI Olimpiade - Marcia 20 km
La prova di marcia 20 km ha fatto parte del programma maschile di atletica leggera ai Giochi della XXI Olimpiade. La competizione si è svolta il 23 luglio 1976 nella città di Montréal, con arrivo nello Stadio olimpico.

## Presenze ed assenze dei campioni in carica
| Competizione         | Atleta                 | Prestazione | Montréal 1976 |
| -------------------- | ---------------------- | ----------- | ------------- |
| Monaco 1972          | Peter Frenkel          | 1h26'42"4   | Presente      |
| Europei 1974         | Vladimir Golubničij    | 1h29'30"    | Presente      |
| Panamericani 1975    | Daniel Bautista        | 1h33'06"    | Presente      |
| Coppa del mondo 1975 | Karl-Heinz Stadtmüller | 1h26'12"    | Presente      |

## Ordine d’arrivo
| Pos.    | Atleta                 | Nazione                 | Tempo       |
| ------- | ---------------------- | ----------------------- | ----------- |
| Oro     | Daniel Bautista        | Messico                 | 1h 24' 40"6 |
| Argento | Hans-Georg Reimann     | Germania Est            | 1h 25' 13"8 |
| Bronzo  | Peter Frenkel          | Germania Est            | 1h 25' 29"4 |
| 4.      | Karl-Heinz Stadtmüller | Germania Est            | 1h 26' 50"6 |
| 5.      | Raúl González          | Messico                 | 1h 28' 18"2 |
| 6.      | Armando Zambaldo       | Italia                  | 1h 28' 25"2 |
| 7.      | Vladimir Golubničij    | Unione Sovietica        | 1h 29' 24"6 |
| 8.      | Vittorio Visini        | Italia                  | 1h 29' 31"6 |
| 9.      | Gérard Lelièvre        | Francia                 | 1h 29' 53"6 |
| 10.     | Roberto Buccione       | Italia                  | 1h 30' 40"0 |
| 11.     | Brian Adams            | Gran Bretagna           | 1h 30' 46"2 |
| 12.     | Ross Haywood           | Australia               | 1h 30' 59"2 |
| 13.     | Otto Barch             | Unione Sovietica        | 1h 31' 12"4 |
| 14.     | Olly Flynn             | Gran Bretagna           | 1h 31' 42"4 |
| 15.     | Viktor Semyonov        | Unione Sovietica        | 1h 31' 59"0 |
| 16.     | Imre Stankovics        | Ungheria                | 1h 32' 06"6 |
| 17.     | Jan Ornoch             | Polonia                 | 1h 32' 19"2 |
| 18.     | Gerhard Weidner        | Germania Ovest          | 1h 32' 56"8 |
| 19.     | Ernesto Alfaro         | Colombia                | 1h 33' 13"8 |
| 20.     | Ron Laird              | Stati Uniti             | 1h 33' 27"6 |
| 21.     | Bogusław Duda          | Polonia                 | 1h 33' 53"4 |
| 22.     | Larry Walker           | Stati Uniti             | 1h 34' 19"4 |
| 23.     | Marcel Jobin           | Canada                  | 1h 34' 33"4 |
| 24.     | Vinko Galušić          | Jugoslavia              | 1h 34' 46"8 |
| 25.     | Godfried Dejonckheere  | Belgio                  | 1h 35' 03"8 |
| 26.     | Bengt Simonsen         | Svezia                  | 1h 35' 31"8 |
| 27.     | Santiago Fonseca       | Honduras                | 1h 36' 07"0 |
| 28.     | Lucien Faber           | Lussemburgo             | 1h 36' 21"2 |
| 29.     | Todd Scully            | Stati Uniti             | 1h 36' 37"4 |
| 30.     | Paul Nihill            | Gran Bretagna           | 1h 36' 40"4 |
| 31.     | Rafael Vega            | Colombia                | 1h 37' 27"4 |
| 32.     | Khoo Chong Beng        | Malaysia                | 1h 40' 16"8 |
| 33.     | Pat Farrelly           | Canada                  | 1h 41' 36"2 |
| 34.     | Yoshio Morikawa        | Giappone                | 1h 42' 20"6 |
| 35.     | Alex Oakley            | Canada                  | 1h 44' 08"8 |
| 36.     | Henry Klein            | Isole Vergini Americane | 1h 50' 50"4 |
| —       | Bernd Kannenberg       | Germania Ovest          | Rit.        |
| —       | Domingo Colín          | Messico                 | Squal.      |